# Copelatus tostus
Copelatus tostus är en skalbaggsart som beskrevs av J. Balfour-browne 1950. Copelatus tostus ingår i släktet Copelatus och familjen dykare. Inga underarter finns listade i Catalogue of Life.